# 闽清毛脚鸡
闽清毛脚鸡是主产于中国福建省福州市闽清县白中镇的一个鸡的品种。闽清毛脚鸡主要分布于闽清县11个镇5个乡以及闽侯县、永泰县、尤溪县等。
闽清毛脚鸡被列入福建省畜禽遗传资源，为福州市唯一被列入福建省地方禽类遗传资源的优质鸡地方资源。2009年4月，中国国家畜禽遗传资源委员会专家组对闽清毛脚鸡进行现场鉴定，认为闽清毛脚鸡符合《畜禽新品种（配套系）和畜禽遗传资源鉴定办法》的条件，并批准列入《中国家禽遗传资源志》。
闽清毛脚鸡养殖周期短，一年可放养2-5批。